# Tragweite (Licht)
Tragweite ist ein nautischer Begriff und gibt an, wie weit ein Licht, beispielsweise ein Leuchtfeuer, zu sehen ist.

## Tragweite
Tragweite ist der Abstand, in dem ein Leuchtfeuer mit bloßem Auge bei Dunkelheit gerade noch wahrnehmbar ist, vorausgesetzt der Beobachter steht hoch genug, damit er es theoretisch direkt sehen könnte, weil es nicht zum Beispiel durch den Horizont abgeschattet wird.
Die Tragweite ist abhängig von der Lichtstärke der Lichtquelle gemessen in Candela einerseits und der Sichtigkeit oder Trübung der Atmosphäre andererseits (Absorption und Streuung durch Regen, Schnee, Nebel oder anderes). Die Lichtstärke der Lichtquelle ergibt sich dabei aus ihrem Lichtstrom und der Strahlenbündelung (Linse, Scheinwerfer).

## Nenntragweite
Die Nenntragweite, englisch: Range, ist der im Leuchtfeuerverzeichnis angegebene Wert. Die Nenntragweite ist die Tragweite bei festgelegten Normbedingungen der Atmosphäre: Sichtwert von T = 0,74 und bei einer atmosphärischen Sichtweite V = 10 Seemeilen bei Tageslicht, gemessen bei einem Kontrast von 5 %.
Die Farbe des Lichts wird dabei ebenfalls einberechnet: Rotfärbung verringert die Tragweite auf etwa 80 %, Grünfärbung auf 90 % gegenüber dem weißen Licht.
Bei leichtem Nebel ist die tatsächliche Tragweite um den Faktor 10 bis 20 kleiner als die Nenntragweite (z. B. nur noch 1,2 bis 2,5 Seemeilen bei Nenntragweite von 25 Seemeilen).

## Nautische Sichtweite

Augeshöhe h, Feuerhöhe H

Die nautische Sichtweite bezeichnet die Entfernung, bei der ein Leuchtfeuer sichtbar wird, das möglicherweise zunächst noch hinter dem Horizont liegt. Sie ist außer der Tragweite zusätzlich abhängig von der Augenhöhe (h) des Beobachters und der Feuerhöhe (H) des beobachteten Objektes. Sie setzt sich zusammen aus der Distanz vom Leuchtfeuer bis zum Horizont, und der Distanz vom Beobachter zum Horizont (Kimmabstand). Dabei berührt die Gerade zwischen Leuchtfeuer und Beobachter als Tangente genau den Horizont:
{\displaystyle {\text{Sichtweite}}=1{,}93\cdot \left({\sqrt {\frac {h_{\text{Leuchtfeuer}}}{\mathrm {m} }}}+{\sqrt {\frac {h_{\text{Augenhöhe}}}{\mathrm {m} }}}\right)\,{\text{Seemeilen}}}
oder
{\displaystyle {\text{Sichtweite}}=3{,}57\cdot \left({\sqrt {\frac {h_{\text{Leuchtfeuer}}}{\mathrm {m} }}}+{\sqrt {\frac {h_{\text{Augenhöhe}}}{\mathrm {m} }}}\right)\,\mathrm {km} }
Entscheidend für die Sichtbarkeit eines Leuchtfeuers ist der kleinere Wert von Tragweite beziehungsweise Sichtweite, gemindert durch schlechte Sicht (Nebel, Regen), Helligkeit an Bord, an Land oder am Himmel (Mond), oder durch Verdeckung durch Küste oder hohe Dünung. Die Sichtweite ist bei guter atmosphärischer Sichtweite und passender Nenntragweite oft dadurch noch größer, dass zwar nicht das Leuchtfeuer selbst, aber dessen Streulicht über dem Horizont oder dessen Reflexion an tiefhängenden Wolken zu sehen ist.
{\displaystyle {\text{Sichtweite}}={\text{Sichtweite}}_{\text{linke Tabelle}}+{\text{Sichtweite}}_{\text{rechte Tabelle}}}
| Augenhöhe | Sichtweite |
| --------- | ---------- |
| 01 m      | 03,6 km    |
| 02 m      | 05,0 km    |
| 03 m      | 06,1 km    |
| 04 m      | 07,1 km    |
| 05 m      | 08,0 km    |
| 06 m      | 08,7 km    |
| 07 m      | 09,4 km    |
| 08 m      | 10,0 km    |
| 09 m      | 10,7 km    |
| 10 m      | 11,3 km    |

| Feuerhöhe | Sichtweite |
| --------- | ---------- |
| 010 m     | 011 km     |
| 020 m     | 016 km     |
| 030 m     | 019 km     |
| 040 m     | 022 km     |
| 050 m     | 025 km     |
| 060 m     | 027 km     |
| 070 m     | 029 km     |
| 080 m     | 031 km     |
| 090 m     | 033 km     |
| 100 m     | 035 km     |
| 200 m     | 050 km     |

Die tatsächliche Sichtweite bis zum Horizont wird aber in den meisten Fällen durch Refraktion in der Erdatmosphäre um ca. 10 % erhöht. Dadurch ergibt sich die in der Schifffahrt üblichere Formel mit:
{\displaystyle {\text{Sichtweite}}=2{,}1\cdot \left({\sqrt {\frac {h_{\text{Leuchtfeuer}}}{\mathrm {m} }}}+{\sqrt {\frac {h_{\text{Augenhöhe}}}{\mathrm {m} }}}\right)\,{\text{Seemeilen}}}
oder
{\displaystyle {\text{Sichtweite}}=3{,}9\cdot \left({\sqrt {\frac {h_{\text{Leuchtfeuer}}}{\mathrm {m} }}}+{\sqrt {\frac {h_{\text{Augenhöhe}}}{\mathrm {m} }}}\right)\,\mathrm {km} }
Eine genaue Herleitung dieser Formeln befindet sich im Artikel Geodätische Sichtweite